# Хассинен, Лейно
Ле́йно Пе́кка Пя́йвиё Ха́ссинен (фин. Leino Pekka Päiviö Hassinen) (30 июня 1924, Сортавала — 16 ноября 2015, Туусула, Южная Финляндия) — епископ Евангелическо-лютеранской церкви Ингрии (1993—1996).

## Биография
Родился 30 июня 1924 года в Сортавале, в Выборгской губернии в Финляндии. Отец — Пекка Хассинен, мать — Хелми (урождённая Рятю). В семье было ещё четверо детей: Теуво-Тапио, Герта-Хиллерво, Хилкка-Марианна и Матти-Ээлис.
2 февраля 1940 года, во время Зимней войны произошло событие, которое оказало большое влияние на выбор будущей профессии Лейно — он увидел из окна своего дома, как во время советского авианалёта зажигательные бомбы пробили железную крышу сортавальской кирхи постройки 1801 года, в результате чего начался пожар и она сгорела.
В январе 1949 года Лейно Хассинен был рукоположен в священники Евангелическо-лютеранской церкви Финляндии в приходе Тампере. С 1949-го по 1951 год служил молодёжным пастором прихода Вихти в провинции Уусимаа.
С 1951-го по 1954 год Лейно Хассинен обучался в Лундском университете в Швеции, где получил степень лиценциата богословия.
С 1954-го по 1956 год — служил помощником пастора в приходе Юрва.
С 1956-го по 1959 год Лейно Хассинен служил приходским священником в общине Вяртсиля.
С 1959 по 1966 год служил пастором недавно созданного Хельсинкского технологического университета и Школы экономики Университета Аалто. Студенческий городок находился в Эспоо в районе Отаниеми.
С 1966-го по 1968 год — приходской пастор в городе Карккила.
С 1969-го по 1977 год Лейно Хассинен занимал должность главного редактора основной финской церковной газеты «Котимаа». С 1973 года — пробст.
С 1977 по 1987 год — приходской пастор в общине Вихти. Затем вышел на пенсию.
В 1989 году Лейно Хассинен был призван на службу в новую независимую Евангелически-лютеранскую церковь Ингрии. В 1989 году в приходе Келтто открылись первые диаконские курсы Церкви Ингрии, которыми руководил Лейно Хассинен. Он обучал новых священников для приходов Ингерманландии.
С 1990 по 1992 год служил пастором Ингерманландского пробства, административно принадлежавшего Евангелическо-лютеранской церкви Эстонии. В сентябре 1990 года вместе с проповедником Арво Сурво посетил свой родной город Сортавала с целью юридической регистрации Сортавальского лютеранского прихода, где Лейно Хассинен стал председателем приходского совета. Тогда же возникла мысль о строительстве новой приходской церкви.
В 1993 году состоялась епископская ординация Лейно Хассинена, ставшего первым епископом возрождённой Церкви Ингрии. С 1993-го по 1996 год он предстоятель Церкви.
20 января 1996 года епископ Лейно Хассинен ушел на покой, в этот день состоялась хиротония епископа Арри Кугаппи, ставшего новым главой Церкви Ингрии. В том же году Лейно Хассинен получил учёную степень доктора богословия в теологической семинарии Конкордия, расположенной в городе Форт-Уэйн, штат Индиана, США. А 22 ноября 1996 года Лейно Хассинен провёл церемонию освящения первого камня, заложенного при строительстве новой лютеранской церкви в городе Сортавала.
В 2010 году в Санкт-Петербурге вышла «Книга памяти финнам, репрессированным за национальную принадлежность в СССР», для которой Лейно Хассинен написал предисловие.
Скончался 16 ноября 2015 года в Туусуле. Похоронен в Таммеле.

## Память
В честь первого епископа возрождённой Церкви Ингрии Лейно Хассинена новый корпус Теологического института Церкви Ингрии в деревне Колбино получил название «Лейно».

## Награды
- Орден Белой розы Финляндии Рыцарский Крест 1 класса (1982)
- Крест Святого Генриха[фин.] (2010)

## Публикации
- Христианство и коммунизм, 1967, Kirjayhtymä[фин.][5].
- Сейчас время церкви, 1969, Kirjapaja[фин.].
- Завтра сияет ярко, 1979, Финская лютеранская евангелическая ассоциация[фин.]
- Катехизис для взрослых , 1984, Kirjapaja
- Новый рассвет Востока, годы возвышения Церкви Ингрии, 1997, Ajatus Kirjat